# 石里乡
石里乡，是中华人民共和国四川省阿坝藏族羌族自治州壤塘县下辖的一个乡镇级行政单位。

## 行政区划
石里乡下辖以下地区：
阿斗村、二戈武村、上大石沟村、中大石沟村和下大石沟村。